# Saison 1 de Black-ish
Chronologie
Saison 2
Cet article présente le guide des épisodes de la première saison de la série télévisée américaine Black-ish.

## Généralités
- Aux États-Unis, cette saison est diffusée a été diffusée du 24 septembre 2014 au 14 mai 2015 sur le réseau ABC[1].
- Au Canada, la saison a été diffusée en simultané sur Citytv[2].
- Le 10 octobre 2014, ABC commande 9 épisodes supplémentaires portant la saison à 22 épisodes[3]. Puis le 24 octobre 2014, la chaîne commande deux épisodes supplémentaires portant finalement la saison à 24 épisodes[4].
- En France, la saison a été diffusée intégralement à partir du 1er janvier 2017 sur le service Afrostream[5]. Elle a été diffusée du 18 mars 2017 au 22 avril 2017 sur Comédie+.

## Distribution

### Acteurs principaux
- Anthony Anderson (VF : Sébastien Hébrant) : Andre « Dre » Johnson Sr.
- Tracee Ellis Ross (VF : Marcha Van Boven): Dr Rainbow « Bow » Johnson
- Yara Shahidi (VF : Aaricia Dubois) : Zoey Johnson (saisons 1 à 3, récurrente depuis saison 4)
- Marcus Scribner (VF : Esteban Oertli) : Andre Johnson Jr.
- Miles Brown (VF : Arsène Van Der Bruggen) : Jack Johnson
- Marsai Martin (VF : Noa Lecot) : Diane Johnson

### Acteurs récurrents et invités
- Laurence Fishburne (VF : Robert Guilmard) : Earl « Pops » Johnson
- Peter Mackenzie (en) : Mr. Stevens
- Jeff Meacham (VF : Maxime Donnay) : Josh, collègue de travail de Dre
- Deon Cole : Charlie Telphy
- Jenifer Lewis (VF : Monique Schlusselberg) : Ruby Johnson, mère de Dre[6]
- Ana Ortiz : Angelica[7] (épisode 10)
- Allen Maldonado : Curtis[8] (épisodes 12, 17, 19 et 22)
- Sean Combs : Elroy Savoy[9] (épisode 24)
- Mary J. Blige : Mirabelle[9] (épisode 24)

## Épisodes

### Épisode 1:Rester vrai
- États-Unis /  Canada : 24 septembre 2013 sur ABC[1] / Citytv[2]
- France : 18 mars 2017 sur Comédie+[10]

- États-Unis : 11,04 millions de téléspectateurs[11] (première diffusion)

### Épisode 2:La Discussion
- États-Unis /  Canada : 1er octobre 2014 sur ABC / Citytv
- France : 18 mars 2017 sur Comédie+

- États-Unis : 8,29 millions de téléspectateurs[12] (première diffusion)

### Épisode 3:Le Signe de reconnaissance
- États-Unis /  Canada : 8 octobre 2014 sur ABC / Citytv
- France : 18 mars 2017 sur Comédie+

- États-Unis : 7,93 millions de téléspectateurs[13] (première diffusion)

### Épisode 4:Chacun à sa place
- États-Unis /  Canada : 15 octobre 2014 sur ABC / Citytv
- France : 18 mars 2017 sur Comédie+

- États-Unis : 6,93 millions de téléspectateurs[14] (première diffusion)

### Épisode 5:La Fessée
- États-Unis /  Canada : 22 octobre 2014 sur ABC / Citytv
- France : 25 mars 2017 sur Comédie+

- États-Unis : 7,95 millions de téléspectateurs[15] (première diffusion)

### Épisode 6:Le Roi des farces
- États-Unis /  Canada : 29 octobre 2014 sur ABC / Citytv
- France : 25 mars 2017 sur Comédie+

- États-Unis : 7,67 millions de téléspectateurs[16] (première diffusion)

### Épisode 7:La faim justifie les moyens
- États-Unis /  Canada : 12 novembre 2014 sur ABC / Citytv
- France : 25 mars 2017 sur Comédie+

- États-Unis : 7,78 millions de téléspectateurs[17] (première diffusion)

### Épisode 8:Les Femmes de sa vie
- États-Unis /  Canada : 19 novembre 2014 sur ABC / Citytv
- France : 25 mars 2017 sur Comédie+

- États-Unis : 7,82 millions de téléspectateurs[18] (première diffusion)

### Épisode 9:La Team Johnson au rapport
- États-Unis /  Canada : 3 décembre 2014 sur ABC / Citytv
- France : 1er avril 2017 sur Comédie+

- États-Unis : 6,82 millions de téléspectateurs[19] (première diffusion)

### Épisode 10:Le Père Noël n'a pas de couleur
- États-Unis /  Canada : 10 décembre 2014 sur ABC / Citytv
- France : 1er avril 2017 sur Comédie+

- États-Unis : 7,28 millions de téléspectateurs[20] (première diffusion)

### Épisode 11:Les Lois de l'attraction
- États-Unis /  Canada : 7 janvier 2015 sur ABC / Citytv
- France : 1er avril 2017 sur Comédie+

- États-Unis : 6,23 millions de téléspectateurs[21] (première diffusion)

### Épisode 12:Dre joue les professeurs d'histoire
- États-Unis /  Canada : 14 janvier 2015 sur ABC / Citytv
- France : 1er avril 2017 sur Comédie+

- États-Unis : 6,51 millions de téléspectateurs[22] (première diffusion)

### Épisode 13:Une dispute de taille
- États-Unis /  Canada : 11 février 2015 sur ABC / Citytv
- France : 8 avril 2017 sur Comédie+

- États-Unis : 6,83 millions de téléspectateurs[23] (première diffusion)

### Épisode 14:Touche pas à ma fille
- États-Unis /  Canada : 18 février 2015 sur ABC / Citytv
- France : 8 avril 2017 sur Comédie+

- États-Unis : 6,40 millions de téléspectateurs[24] (première diffusion)

### Épisode 15:L'Art de la vanne
- États-Unis /  Canada : 25 février 2015 sur ABC / Citytv
- France : 8 avril 2017 sur Comédie+

- États-Unis : 6,63 millions de téléspectateurs[25] (première diffusion)

### Épisode 16:Le Poids des parents
- États-Unis /  Canada : 4 mars 2015 sur ABC / Citytv
- France : 8 avril 2017 sur Comédie+

- États-Unis : 6,72 millions de téléspectateurs[26] (première diffusion)

### Épisode 17:Le Déni de la quarantaine
- États-Unis /  Canada : 25 mars 2015 sur ABC / Citytv
- France : 15 avril 2017 sur Comédie+

- États-Unis : 6,43 millions de téléspectateurs[27] (première diffusion)

### Épisode 18:Le Mensonge de Dre
- États-Unis /  Canada : 1er avril 2015 sur ABC / Citytv
- France : 15 avril 2017 sur Comédie+

- États-Unis : 7,43 millions de téléspectateurs[28] (première diffusion)

### Épisode 19:Mieux qu'à la télé
- États-Unis /  Canada : 8 avril 2015 sur ABC / Citytv
- France : 15 avril 2017 sur Comédie+

- États-Unis : 6,09 millions de téléspectateurs[29] (première diffusion)

### Épisode 20:Remise en question
- États-Unis /  Canada : 22 avril 2015 sur ABC / Citytv
- France : 15 avril 2017 sur Comédie+

- États-Unis : 6,57 millions de téléspectateurs[30] (première diffusion)

### Épisode 21:Les10 000commandements
- États-Unis /  Canada : 29 avril 2015 sur ABC / Citytv
- France : 22 avril 2017 sur Comédie+

- États-Unis : 5,94 millions de téléspectateurs[31] (première diffusion)

### Épisode 22:Motus et bouche cousue
- États-Unis /  Canada : 6 mai 2015 sur ABC / Citytv
- France : 22 avril 2017 sur Comédie+

- États-Unis : 6,89 millions de téléspectateurs[32] (première diffusion)

### Épisode 23:La Honte de la famille
- États-Unis /  Canada : 13 mai 2015 sur ABC / Citytv
- France : 22 avril 2017 sur Comédie+

- États-Unis : 6,14 millions de téléspectateurs[33] (première diffusion)

### Épisode 24:Voyage dans le temps
- États-Unis /  Canada : 20 mai 2015 sur ABC[34] / Citytv
- France : 22 avril 2017 sur Comédie+

- États-Unis : 5,36 millions de téléspectateurs[35] (première diffusion)